# Educația în Țările de Jos
Educația în Țările de Jos se caracterizează prin divizare: educația este orientată către nevoile și trecutul elevului. Educația este împărțită în școli pentru diferite grupe de vârstă, dintre care unele sunt împărțite în fluxuri pentru diferite niveluri educaționale. În plus, școlile sunt împărțite în școli publice, speciale (religioase) și generale-speciale (neutre), deși există și câteva școli private. Scara olandeză de evaluare merge de la 1 (foarte slabă) la 10 (excelentă).
Programul pentru evaluarea internațională a studenților (PISA), coordonat de Organizația pentru Cooperare și Dezvoltare Economică (OCDE), clasifică învățământul din Țările de Jos ca fiind al 16-lea cel mai bun din lume în 2018. Nivelul educațional al Țărilor de Jos în comparație cu alte națiuni a scăzut din 2006, iar în prezent se situează doar puțin peste medie. Inspectorii școlari avertizează că standardele de lectură în rândul copiilor din școlile primare sunt mai scăzute decât în urmă cu 20 de ani, iar Țările de Jos au coborât în clasamentul internațional. O tendință similară este observată în ceea ce privește scrisul și cititul, matematica și științele. Țara se confruntă cu un deficit continuu de profesori și cu o lipsă de profesori noi.
Performanța medie a elevilor olandezi în vârstă de 15 ani din OCDE la științe și matematică a scăzut, ponderea elevilor cu performanțe scăzute la citire, matematică și științe înregistrând o tendință ascendentă accentuată. Ponderea elevilor cu performanțe ridicate la matematică și științe a scăzut, de asemenea.

## Prezentare generală
Politica educațională este coordonată de Ministerul Educației, Culturii și Științei din Țările de Jos împreună cu administrațiile municipale.
Educația obligatorie (leerplicht) în Țările de Jos începe la vârsta de cinci ani, deși, în practică, majoritatea școlilor acceptă copii de la vârsta de patru ani. De la vârsta de șaisprezece ani există o educație obligatorie parțială (partiële leerplicht), ceea ce înseamnă că un elev trebuie să frecventeze o formă de educație timp de cel puțin două zile pe săptămână. Educația obligatorie se încheie pentru elevii cu vârsta de optsprezece ani și peste sau atunci când aceștia obțin o diplomă la nivelul VWO, HAVO sau MBO-2.
Școlile publice, speciale (religioase) și general-speciale (neutre) sunt finanțate de guvern, primind sprijin financiar egal din partea guvernului dacă sunt îndeplinite anumite criterii. Deși sunt oficial gratuite, aceste școli pot solicita o contribuție din partea părinților (ouderbijdrage). Școlile private se bazează pe fonduri proprii, dar acestea sunt foarte puțin frecvente în Țările de Jos, în măsura în care chiar și monarhii olandezi au urmat în mod tradițional școli speciale sau publice. Școlile publice sunt controlate de administrațiile locale. Școlile speciale sunt controlate de un consiliu școlar și se bazează de obicei pe o anumită religie ; cele care presupun egalitatea între religii sunt cunoscute sub denumirea de școli general-speciale. Aceste diferențe sunt prezente la toate nivelurile de educație.
Ca urmare, pot exista școli primare, licee și universități catolice, protestante, evreiești și musulmane. O școală specială poate respinge cererile elevilor ai căror părinți sau tutori nu sunt de acord cu filozofia educațională a școlii, dar acest lucru este neobișnuit. În practică, există puține diferențe între școlile speciale și școlile publice, cu excepția zonelor tradițional religioase din centura biblică olandeză. Toate tipurile de școli (publice, speciale și private) se află sub jurisdicția unui organism guvernamental numit Inspectie van het Onderwijs (Inspecția Educației, cunoscută și sub denumirea de Onderwijsinspectie), care poate cere unei școli să își schimbe politica și calitatea educației, cu riscul de a fi închisă.
În școlile primare și secundare, elevii sunt evaluați anual de o echipă de profesori care stabilesc dacă au avansat suficient pentru a trece în clasa următoare. Forțarea unui elev să repete anul (blijven zitten; literal, „să rămână așezat”) are un impact profund asupra vieții elevului în ceea ce privește contactele sociale și rămânerea în sistemul educațional mai mult timp, dar este foarte frecventă, chiar și în cele mai academice filiere, cum ar fi gimnaziul. Unele școli sunt mai susceptibile de a alege această opțiune decât altele. În unele școli există mecanisme pentru a evita repetarea anilor, cum ar fi predarea de remediere și alte forme de îndrumare sau trecerea la un alt tip de învățământ, cum ar fi trecerea de la HAVO la VMBO. Repetarea unui an este frecventă și în școlile primare. Copiilor supradotați li se acordă uneori posibilitatea de a sări peste un an întreg, însă acest lucru se întâmplă rar și, de obicei, în școlile primare.

## Învățământ primar
Între patru și doisprezece ani, copiii frecventează școala primară (basisschool; literal, „școala de bază”). Această școală are opt clase, numite groep 1 (grupa 1) până la groep 8 (grupa 8). Frecventarea școlii nu este necesară până la grupa 2 (la vârsta de cinci ani), dar aproape toți copiii încep școala la vârsta de patru ani (în grupa 1). Grupele 1 și 2 erau ținute într-o instituție separată, asemănătoare grădiniței (kleuterschool), până când aceasta a fost fuzionată cu școlile primare în 1985. Cu toate acestea, au continuat să existe grădinițe pentru copiii sub vârsta de 5 ani.
Începând cu grupa 3, copiii învață să citească, să scrie și să facă aritmetică. Majoritatea școlilor predau limba engleză în grupele 7 și 8, dar unele încep încă din grupa 1. În grupa 8, marea majoritate a școlilor administrează un test de aptitudini numit Cito Eindtoets Basisonderwijs (literal, „testul final Cito [al] învățământului primar”, adesea prescurtat Citotoets (testul Cito), dezvoltat de Centraal instituut voor toetsontwikkeling (Institutul central pentru dezvoltarea testelor)), care este conceput pentru a recomanda tipul de învățământ secundar cel mai potrivit pentru un elev. În ultimii ani, acest test a câștigat în autoritate, însă recomandarea profesorului de la grupa a 8-a, împreună cu opinia elevului și a părinților acestuia, rămâne factorul crucial în alegerea formei potrivite de învățământ secundar.
Testul Cito nu este obligatoriu; unele școli administrează în schimb Nederlandse Intelligentietest voor Onderwijsniveau („Test olandez de inteligență pentru nivelul educațional”, abreviat de obicei NIO-toets) sau Schooleindonderzoek („Testul final de școală”).
Un număr considerabil de școli primare se bazează în principal pe o anumită filozofie educațională, de exemplu Metoda Montessori, Planul Pestalozzi, Planul Dalton, Planul Jena sau Freinet⁠(d). Majoritatea acestora sunt școli publice, dar și unele școli speciale se bazează pe una dintre aceste filozofii educaționale.

## Învățământ secundar
După frecventarea învățământului primar, copiii din Țările de Jos (care la acea dată au de obicei 12 ani) merg direct la liceu (voortgezet onderwijs; literal „educație continuă”). Pe baza recomandărilor școlii primare și a rezultatelor testului Cito, elevul și părinții săi aleg între voorbereiend middelbaar beroepsonderwijs⁠(d) (VMBO), Hoger algemeen voortgezet onderwijs⁠(d) (HAVO) sau voorbereiend wetenschappelijk onderwijs⁠(d) (VWO). Atunci când nu este clar ce tip de învățământ secundar i se potrivește cel mai bine unui elev sau dacă părinții insistă că copilul lor poate face față unui nivel de educație mai ridicat decât cel care le-a fost recomandat, există un an de orientare atât pentru VMBO/HAVO, cât și pentru HAVO/VWO pentru a stabili acest lucru. În unele școli, nu este posibil să se facă HAVO în primul an, cerând în schimb elevilor să urmeze anul combinat. După unul sau doi ani, elevul va continua curriculumul normal al oricărui nivel. Un liceu poate oferi unul sau mai multe niveluri de învățământ, în una sau mai multe locații. Accentul pus pe eficiența (financiară) a condus la o mai mare centralizare, cu școli mari care oferă educație la toate sau la majoritatea nivelurilor de învățământ.
Deoarece sistemul educațional olandez nu are în mod normal școli gimnaziale sau licee, primul an al tuturor nivelurilor din liceele olandeze este denumit brugklas (literal „clasă punte”), deoarece face legătura între sistemul de învățământ primar și cel de învățământ secundar. Pe parcursul acestui an, elevii vor învăța treptat să facă față diferențelor dintre sistemele școlare, cum ar fi confruntarea cu o responsabilitate personală sporită. Uneori, oamenii mai numesc al doilea an brugklas. Deși sistemul educațional olandez în general nu are școli gimnaziale, există aproximativ 10 școli gimnaziale oficiale (numite tussenschool) care înlocuiesc clasele a 7-a și a 8-a din gimnaziu și anii 1 și 2 din liceu.
Este posibil ca elevii care au obținut diploma VMBO să urmeze ultimii doi ani de învățământ de nivel HAVO și să susțină examenul HAVO, iar elevii cu o diplomă HAVO să urmeze ultimii doi ani de învățământ de nivel VWO și să susțină examenul VWO. Raționamentul care stă la baza acestui sistem este că elevii au astfel acces la un nivel mai avansat de învățământ superior. Acest sistem acționează ca o plasă de siguranță pentru a diminua efectele negative ale imaturității sau lipsei de autocunoaștere a unui copil. De exemplu, atunci când un elev inteligent a fost trimis la VMBO pentru că era nemotivat, dar ulterior și-a descoperit potențialul sau a dobândit dorința de a reuși mai bine, elevul poate totuși să atingă un nivel superior trecând la HAVO, petrecând doar încă un an la școală. Majoritatea școlilor solicită o anumită medie a notelor pentru a se asigura că elevul este capabil să facă față unei sarcini de studiu mai mari și unui nivel de dificultate mai ridicat.
Pe lângă trecerea la un nivel superior, există și un sistem prin care elevii pot fi retrogradați la un nivel inferior de educație. Atunci când, de exemplu, un elev a intrat în învățământul secundar la un nivel la care nu poate face față sau când nu este interesat să depună efort pentru educația sa, rezultând note slabe, acesta poate fi trimis de la VWO la HAVO, de la HAVO la VMBO și de la orice nivel al VMBO la un nivel inferior al VMBO.

### VMBO
Învățământul VMBO ( Voorbereidend middelbaar beroepsonderwijs⁠(d); literal, „învățământ aplicativ pregătitor de nivel mediu”, în termeni internaționali „învățământ preprofesional”) durează patru ani, de la vârsta de doisprezece la șaisprezece ani și combină formarea profesională cu educația teoretică în limbi străine, matematică, istorie, Arte și științe. Șaizeci la sută dintre elevi la nivel național sunt înscriși în VMBO. Elevii nu pot alege între cele patru niveluri diferite ale VMBO care diferă în ceea ce privește raportul dintre formarea profesională practică și educația teoretică, dar nivelul depinde de punctaj. Nu toate nivelurile sunt predate în mod necesar în același liceu.
- Theoretische leerweg (VMBO-TL; literal „calea teoretică de învățare”) are cea mai mare pondere a educației teoretice. Aceasta pregătește pentru managementul de mijloc și nivelul MBO al învățământului terțiar și permite studenților să reia formarea profesională la nivelul HAVO.[8] Anterior era cunoscută sub numele de „MAVO”.
- Gemengde leerweg (VMBO-GL; literal „cale de învățare mixtă”) se află între VMBO-TL și VMBO-KBL. Calea de progres spre absolvire este similară cu VMBO-TL.[8]
- Kaderberoepsgerichte leerweg (VMBO-KBL; literal „cale de învățare orientată spre managementul de mijloc”) este compusă dintr-o cantitate egală de educație teoretică și formare profesională. Acesta pregătește pentru managementul de mijloc și formarea profesională la nivelul MBO al învățământului terțiar.
- Basisberoepsgerichte leerweg (VMBO-BBL; literal „cale de învățare de bază orientată spre profesie”) pune accentul pe formarea profesională și pregătește pentru formarea profesională la nivelul MBO al învățământului terțiar.
- Praktijkonderwijs (literal „educație practică”) constă în principal în formare profesională. Aceasta este adaptată elevilor care altfel nu ar putea obține un diplomă VMBO. Această formă de formare la locul de muncă are scopul de a permite elevilor să intre direct pe piața muncii.

La toate aceste niveluri, se oferă Leerwegondersteunend onderwijs (literal „căi de învățare care susține educația”) este oferit, care este destinat elevilor cu probleme educaționale sau comportamentale. Acești elevi sunt predați în clase mici de profesori de specialitate.

#### Curriculum VMBO
În primii doi ani, elevii olandezi învață matematică, neerlandeză, engleză, educație fizică, arte și fie istorie, geografie sau o materie combinată numită mens en maatschappij sau „M&M”, care înseamnă om și societate în neerlandeză. De asemenea, ei primesc cel puțin un an de învățământ în: biologie, educație sexuală (în școlile publice nereligioase), aritmetică, economie (dacă nu este inclusă în mens en maatschappij), un subiect tehnic, și un subiect combinat de fizică și chimie numit NaSk.

##### VMBO BB și KB
Pentru al treilea și al patrulea an, elevii VMBO BB și VMBO KB au cinci materii de bază în curriculum: neerlandeză, engleză, CKV (care înseamnă culturele en kunstzinnige vorming, „educație culturală și artistică”), educație civică și educație fizică. De asemenea, ei au posibilitatea de a alege două materii prin intermediul programului de studiu ales. Există zece programe de studiu oficiale.
| Program de studiu                                        | Cuprins                                                         |
| -------------------------------------------------------- | --------------------------------------------------------------- |
| Economie și afaceri și Catering, panificație și agrement | Economie; alegerea între matematică sau o limbă străină.        |
| Îngrijire și asistență socială                           | Biologie; alegere între matematică, geografie și istorie.       |
| Verde („Agricultură”)                                    | Matematică; alegere între NaSk1 și biologie.                    |
| Servicii și produse („Tech”)                             | Alegerea a două dintre economie, matematică, biologie și NaSk1. |
| 5 alte programe tehnice                                  | Matematică și NaSk1                                             |

Elevii aleg, de asemenea, două materii vocaționale pe placul lor. Majoritatea școlilor oferă doar o selecție limitată a acestor programe, iar unele școli specializate oferă doar un singur program de studiu. La sfârșitul celor patru ani, elevii susțin un examen la cele două materii alese, precum și în neerlandeză și engleză.

##### VMBO GL & TL
Elevii VMBO GL sau TL trebuie să urmeze o a doua limbă străină în primii doi ani sau în ultimii doi ani de școală secundară. Patru programe sunt oferite în acest curriculum: Îngrijire și bunăstare, Economie, Tehnică și Verde („Agricultură”) toate acestea sunt echivalente cu programele din VMBO BB și KB. Pe lângă acestea, studenții aleg două materii pe placul lor. Datorită acestui fapt, sunt oferite mai multe materii, cum ar fi NaSk2,  arte, muzică și LO2, un curs avansat de educație fizică.

### Învățământ secundar selectiv
Învățământul secundar, care începe la vârsta de 12 ani și, începând din 2008, este obligatoriu până la vârsta de 18 ani, este oferit la mai multe niveluri. Cele două programe de învățământ general care conduc la învățământul superior sunt HAVO (cinci ani) și VWO (șase ani). Elevii sunt înscriși în funcție de capacitatea lor și, deși VWO este mai riguros, atât HAVO, cât și VWO pot fi caracterizate ca tipuri selective de învățământ secundar. Diploma HAVO este cerința minimă pentru admiterea la HBO (universități de științe aplicate), dar admiterea la HBO este posibilă și după obținerea unei diplome la nivelul MBO. Programa VWO pregătește elevii pentru universitate, iar diploma VWO permite accesul la WO (universități de cercetare), dar este posibil să se intre în universitățile WO și după absolvirea cu succes a propaedeuse (primul an) din HBO.

#### Curriculum
Primii trei ani din HAVO și VWO se numesc basisvorming („formare de bază”). Toți elevii urmează aceleași materii: Neerlandeză, matematică, engleză, istorie, arte, cel puțin alte două limbi străine (mai ales germană și franceză), biologie, educație fizică, geografie, cel puțin o formă de aritmetică care, începând cu anul școlar 2022/2023, poate fi dată în combinație cu matematica și o formă de fizică și chimie, de obicei combinate într-o singură materie (natuur- en scheikunde sau NaSk). În timpul celui de-al treilea an, studenții beneficiază de un program de studiu puțin mai controlat, deoarece trebuie să se situeze la nivelul pe care studenții VMBO trebuie să îl fi atins pentru examenul lor. Din acest motiv, fizica și chimia sunt predate ca două materii diferite, iar economia ca materie. Ultimii doi ani din HAVO și ultimii trei ani din VWO sunt denumiți a doua fază (tweede fase), sau învățământul secundar superior. Această parte a programului educațional permite diferențierea prin intermediul unor grupuri de materii care se numesc „profiluri” (profielen). Un profil este un set de materii diferite care vor constitui cea mai mare parte a orarului elevului. Acesta pune accentul pe un anumit domeniu de studiu în care elevul se specializează. În comparație cu ruta HAVO, nivelul de dificultate al profilurilor la VWO este mai ridicat, durează trei ani în loc de doi și necesită o limbă străină la nivelul ateneu și o limbă clasică (latină sau greacă veche) la nivelul gimnaziu. Elevii aleg unul dintre cele patru profiluri spre sfârșitul celui de-al treilea an:
- Cultuur en Maatschappij (C&M; literal „cultură și societate”) pune accentul pe arte și limbi străine. Un student trebuie să urmeze cursurile unei limbi străine (franceză, germană și ocazional spaniolă, rusă, arabă și turcă). În provincia Friesland, se predă și frizona de vest. Trebuie urmat un curs de artă precum desen, arte vizuale sau muzică. Istoria este obligatorie în acest profil. La HAVO C&M este singurul profil în care matematica nu este obligatorie. La VWO, cursurile de matematică sunt matematică A sau matematică C, ambele concentrându-se pe statistică și stohastică, dar în timp ce matematica A din ultimul an se concentrează pe matematică mai dificilă, cum ar fi părți ale calculului, matematica C este mai mult o repetare a matematicii anterioare. Acest profil pregătește pentru formarea artistică și culturală.
- Economie en Maatschappij (E&M; literal „economie și societate”) pune accent pe științele sociale și economice. În acest profil, istoria și economia (macroeconomia) sunt obligatorii. Cursul de matematică este matematica A, care se concentrează pe statistică și stohastică. Pe lângă acestea, un elev de la HAVO poate alege geografia, economia afacerilor (microeconomie) sau o limbă străină. VWO poate alege doar una dintre primele două. Acest profil pregătește pentru management și administrarea afacerilor.
- Natuur en Gezondheid (N&G; literal „natură și sănătate”) pune accentul pe biologie și științele naturale. Un student trebuie să urmeze cursuri de chimie și biologie. Cursurile de matematică sunt matematica A, care se concentrează pe statistică sau stohastică, și matematica B, care se concentrează pe algebră, geometrie și calcul. De asemenea, un student trebuie să aleagă geografia sau fizica. Acest profil este necesar pentru a urma o formare medicală superioară.
- Natuur en Techniek (N&T; literalmente „natură și tehnologie”) pune accent pe științele naturale. Un student trebuie să urmeze cursuri de fizică, chimie și matematică B, care se concentrează pe algebră, geometrie și calcul, și trebuie să aleagă biologie sau fie „natură, viață și tehnologie” (NLT), fie informatică (știința calculatoarelor); acest lucru depinde de școală. Acest profil este necesar pentru a urma o formare tehnologică și în științele naturii.

Deoarece fiecare profil este conceput pentru a pregăti elevii pentru anumite domenii de studiu la nivel terțiar, unele studii HBO și WO necesită un profil specific deoarece sunt necesare cunoștințe prealabile. De exemplu, nu se poate studia ingineria fără să se fi obținut un certificat în fizică la nivelul învățământului secundar. În afară de materiile din profil, programa școlară este compusă dintr-un segment obligatoriu, care include neerlandeză , engleză, matematică, educație civică⁠(d) și „educație culturală și artistică” (CKV), și un segment de liberă alegere în care elevii pot alege o materie pe placul lor. Alegerea anumitor materii în spațiul curriculumului liber poate avea ca rezultat profiluri multiple, în special profilurile N&G și N&T care se suprapun într-o mare măsură. Elevii au atunci un profil NG&NT. Cerința este să aibă un profil N&T cu biologie sau un profil N&G cu fizică și matematică B. În secțiunea de liberă alegere pot fi oferite și alte materii care nu sunt oferite în profiluri, cum ar fi -BSM (educație fizică avansată) și maatschappijwetenschappen (științe sociale).

#### HAVO
HAVO (Hoger algemeen voortgezet onderwijs⁠(d); literal „învățământ general superior continuu”) are cinci clase și este urmat de la vârsta de 12 la 17 ani. Diploma HAVO permite accesul la nivelul HBO (politehnic) al învățământului terțiar.

#### VWO
VWO (voorbereiend wetenschappelijk onderwijs⁠(d); literal „educație științifică pregătitoare”) are șase clase și este frecventat de obicei de la vârsta de 12 la 18 ani. O diplomă VWO oferă acces la formarea WO, deși universitățile pot stabili propriile criterii de admitere (de exemplu, pe baza profilului sau a anumitor materii).
VWO este împărțit în ateneu și gimnaziu. Un program de gimnaziu este similar cu cel de ateneu, cu excepția faptului că latina și greaca sunt cursuri obligatorii. Nu toate școlile predau limbile antice pe parcursul primilor trei ani („formarea de bază”), dar dacă o fac, latina poate începe fie în primul, fie în al doilea an, în timp ce greaca poate începe în al doilea sau al treilea an. La sfârșitul celui de-al treilea și uneori al celui de-al patrulea an, un elev poate decide să urmeze una sau ambele limbi în cei doi trei ani („a doua fază”), când educația în limbi antice este combinată cu educația în cultura antică. Disciplina aleasă, deși obligatorie din punct de vedere tehnic, este scăzută din necesarul de spațiu liber.
VWO-plus, cunoscut și sub numele de atheneum-plus, VWO+, Masterclass sau lyceum, oferă materii suplimentare precum filozofia, limbi străine suplimentare și cursuri de inițiere în cercetarea științifică. Școlile oferă această opțiune rar și uneori doar pentru primii trei ani, nu este un nivel școlar oficial.
Unele școli oferă VWO bilingv (Tweetalig, VWO sau TVWO), unde majoritatea lecțiilor sunt predate în limba engleză. În unele școli din apropierea graniței olandezo-germane, elevii pot alege o formă de TVWO care oferă 50% din lecții în germană și 50% în neerlandeză.

#### VAVO
VAVO (Voortgezet algemeen volwassenen onderwijs; literal „învățământ general extins pentru adulți”) este o școală pentru adulți, care predă VMBO/MAVO, HAVO sau VWO, pentru elevii care în trecut nu și-au putut primi diploma, care doresc să primească certificate doar pentru anumite materii sau care, de exemplu, și-au primit diploma pentru HAVO, dar doresc să primească diploma VWO într-un an sau doi.

### Educație internațională
Începând cu ianuarie 2015, International Schools Consultancy (ISC) a catalogat Țările de Jos ca având 152 de școli internaționale. ISC definește o „școală internațională” în următorii termeni „ISC include o școală internațională în cazul în care școala oferă un curriculum oricărei combinații de elevi din învățământul preșcolar, primar sau secundar, integral sau parțial în limba engleză, în afara unei țări vorbitoare de limba engleză, sau în cazul în care o școală dintr-o țară în care engleza este una dintre limbile oficiale, oferă un curriculum în limba engleză, altul decât curriculum-ul național al țării și are o orientare internațională.” Această definiție este utilizată de publicații precum The Economist.

## Învățământ profesional și învățământ superior
În Țările de Jos există 3 rute educaționale principale după învățământul secundar:
- MBO (învățământ aplicat de nivel mediu), care este echivalentul învățământului universitar de nivel inferior. Conceput pentru a pregăti studenții fie pentru meserii calificate și ocupații tehnice, fie pentru lucrători cu roluri de sprijin în profesii precum inginerie, contabilitate, administrarea afacerilor, asistență medicală, medicină, arhitectură și criminologie, fie pentru o educație suplimentară la un alt colegiu cu material academic mai avansat.[18]
- HBO (învățământ profesional superior), care este echivalentul învățământului universitar și are o orientare profesională. HBO este predat în universitățile profesionale (hogescholen), dintre care există peste 40 în Țările de Jos. Rețineți că hogescholen nu au voie să se numească universitate în neerlandeză. Prin urmare, instituțiile HBO sunt cunoscute ca universități de științe aplicate.[19]
- WO (învățământ științific), care este echivalentul învățământului de nivel universitar și are o orientare academică.[20]

Absolvenții HBO pot primi titlul olandez Baccalaureus (bc.) sau Ingenieur (ing.). De obicei, diploma lor menționează titlul englezesc Bachelor of Arts (BA), Bachelor of Laws (LLB) sau Bachelor of Science (BSc). În loc de BA, LLB sau BSc, este de asemenea posibil să primească un titlu care menționează materia studiată, de exemplu Bachelor of Social Work sau Bachelor of Nursing.
La o instituție WO se pot acorda următoarele titluri de licență și de master. Diplome de licență: Bachelor of Arts (BA), Bachelor of Science (BSc) și Bachelor of Laws (LLB). Diplome de master: Master of Arts (MA), Master of Laws (LLM) și Master of Science (MSc). Titlul de doctor este o diplomă de cercetare acordată după finalizarea și susținerea unei teze de doctorat.

### Învățământul profesional

#### MBO
MBO (middelbaar beroepsonderwijs; literal „învățământ aplicat de nivel mediu”) este orientat spre formarea profesională și este echivalentul învățământului universitar de nivel inferior. Mulți elevi cu o diplomă VMBO urmează MBO. MBO durează de la unul la patru ani, în funcție de nivel. Există 4 niveluri oferite elevilor:
- MBO nivelul 1: formare de asistent. Durează maximum 1 an. Este axat pe sarcini executive simple. În cazul în care studentul absolvă, acesta poate aplica pentru nivelul MBO 2.
- MBO nivelul 2: Educație profesională de bază. Programul durează între 2 și 3 ani și este axat pe sarcini executive.
- MBO nivelul 3: Programul durează între 3 și 4 ani. Elevii sunt învățați să își îndeplinească sarcinile în mod independent.
- MBO nivelul 4: învățământ profesional pentru cadre medii. Durează între 3 și 4 ani și pregătește pentru locuri de muncă cu responsabilități mai mari. De asemenea, deschide porțile către învățământul superior.

La toate nivelurile, MBO oferă 2 căi posibile: o educație școlară, în care formarea în cadrul unei întreprinderi ocupă între 20 și 59% din programul de studiu, sau o educație prin ucenicie, în care această formare reprezintă mai mult de 60% din timpul de studiu. Ambele căi duc la aceeași certificare. Studenții din MBO au în majoritate între 16 și 35 de ani. Elevii din calea „ucenicie” sunt în general mai în vârstă (25+). După MBO (4 ani), elevii se pot înscrie la HBO sau pot intra pe piața muncii. Mai multe studii MBO diferite sunt oferite de obicei la un regionaal opleidingen centrum (ROC; literal „centru regional de educație”). Majoritatea ROC-urilor sunt concentrate pe una sau mai multe locații din orașele mari. Excepțiile includ școlile care oferă studii MBO specializate, cum ar fi agricultura, și școlile adaptate elevilor cu dificultăți de învățare care necesită formare în grupuri mici sau la nivel individual.

### Învățământ superior
Învățământul superior din Țările de Jos este oferit de două tipuri de instituții: universități de științe aplicate (hogescholen; HBO), deschise absolvenților HAVO, VWO și MBO-4, și universități de cercetare (universiteiten; WO) deschise numai absolvenților VWO și HBO (inclusiv absolvenților HBO propaedeuse). Primele cuprind instituții generale și instituții specializate într-un anumit domeniu, cum ar fi agricultura, artele plastice și artele spectacolului sau formarea educațională, în timp ce ultimele cuprind douăsprezece universități generale, precum și trei universități tehnice.
Din septembrie 2002, sistemul de învățământ superior din Țările de Jos a fost organizat în jurul unui sistem cu trei cicluri, constând în diplome de licență, master și doctorat, pentru a conforma și standardiza predarea atât în cadrul HBO, cât și în cadrul WO, în conformitate cu procesului Bologna. În același timp, a fost adoptat sistemul de credite ECTS ca modalitate de cuantificare a volumului de muncă al unui student (atât ore de contact, cât și ore petrecute studiind și pregătind lucrări). În conformitate cu legislația olandeză, un credit reprezintă 28 de ore de muncă, iar 60 de credite reprezintă un an de studiu cu normă întreagă. Ambele sisteme au fost adoptate pentru a îmbunătăți recunoașterea și conformitatea internațională.
În ciuda acestor schimbări, sistemul binar cu o distincție între învățământul orientat spre cercetare și învățământul superior profesional rămâne în uz. Aceste trei tipuri de programe de studii diferă în ceea ce privește numărul de credite necesare pentru finalizarea programului și diploma care este acordată. Un program de licență WO necesită absolvirea a 180 de credite (3 ani), iar absolvenții obțin diploma de licență în arte⁠(d), în științe sau în drept (BA/B.Sc./LL.B.), în funcție de disciplină. Un program de licență HBO necesită absolvirea a 240 de credite (4 ani), iar absolvenții obțin titlul de licență în arte (BA), licență în drept (LLB) sau licență în științe (BSc), sau un titlu care indică domeniul lor de studiu, de exemplu licență în inginerie (B. Eng.) sau licență în asistență medicală (B. Nursing). Vechiul titlu corespunzător disciplinei în cauză (bc., ing.) poate fi utilizat în continuare.
Programele de masterat la nivelul WO presupun, în general, absolvirea a 60 sau 120 de credite (1 sau 2 ani). Unele programe necesită 90 (1,5 ani) sau mai mult de 120 de credite. În inginerie, agricultură, matematică și științe naturale, 120 de credite sunt întotdeauna necesare, în timp ce în medicină (veterinară) sau farmacie faza de masterat necesită 180 de credite (3 ani). Alte studii care au de obicei „programe de masterat teoretic” de 60 de credite oferă uneori masterate tehnice sau de cercetare de 120 de credite. În funcție de disciplină, absolvenții obțin titlul de master în artă, master în științe, master în drept sau titlul nerecunoscut legal de master în filozofie (MA/M.Sc./LL.M./M.Phil.). Vechiul titlu corespunzător disciplinei în cauză (drs., mr., ir.) poate fi utilizat în continuare. Programele de masterat la nivelul HBO presupun parcurgerea a 60 până la 120 de credite, iar absolvenții obțin un titlu care indică domeniul de studiu, de exemplu masterat în asistență socială (MSW).
Cel de-al treilea ciclu de învățământ superior este oferit numai de universitățile de cercetare, care au dreptul de a acorda cel mai înalt grad academic din țară, doctoratul, care dă dreptul unei persoane să folosească titlul de doctor (Dr.). Procesul prin care se obține un doctorat este denumit „promovare” (promotie). Doctoratul este în primul rând o diplomă de cercetare, pentru care trebuie scrisă și susținută public o teză bazată pe cercetare originală. Această cercetare se desfășoară de obicei în timp ce se lucrează la o universitate ca promovendus (asistent de cercetare).

#### Cerințe de admitere
Pentru a se înscrie la un program de licență WO, un student trebuie să dețină o diplomă VWO sau să fi absolvit primul an (60 de credite) al unui program HBO care să conducă la o propaedeuse, adesea combinată cu certificate suplimentare (VWO). Cerința minimă de admitere la HBO este fie o diplomă școlară HAVO, fie o diplomă MBO de nivel 4 (cel mai înalt). În unele cazuri, elevii trebuie să fi absolvit un anumit grup de materii. O cotă (numerus fixus) se aplică admiterii la anumite programe, în special în domeniul științelor medicale, iar locurile sunt alocate prin intermediul unei loterii ponderate. Candidații în vârstă de peste 21 de ani care nu dețin una dintre aceste calificări se pot califica pentru admiterea în învățământul superior pe baza unui examen de admitere și a unei evaluări.
Pentru admiterea la toate programele de masterat, este necesară o diplomă de licență în una sau mai multe discipline specificate, în unele cazuri în combinație cu alte cerințe. Absolvenții cu o diplomă de licență HBO pot fi nevoiți să îndeplinească cerințe suplimentare pentru admiterea la un program de master WO. Un program de premasterat poate asigura admiterea la un program de masterat într-o disciplină diferită de cea a diplomei de licență.

#### Acreditare și asigurarea calității
Un standard garantat al învățământului superior este menținut printr-un sistem național de reglementare juridică și de asigurare a calității.
Ministerul Educației, Culturii și Științei este responsabil pentru legislația în domeniul educației. Un sistem de acreditare a fost introdus în 2002. De atunci, noua Organizație de Acreditare a Țărilor de Jos și a Flandrei (NVAO) este responsabilă pentru acreditare. În conformitate cu secțiunea din Legea olandeză privind învățământul superior care se referă la acreditarea învățământului superior (2002), programele de studii oferite de universitățile de cercetare și universitățile de învățământ profesional vor fi evaluate în conformitate cu criteriile stabilite, iar programele care îndeplinesc aceste criterii vor fi acreditate, adică recunoscute pentru o perioadă de șase ani. Numai programele acreditate sunt eligibile pentru finanțare guvernamentală, iar studenții primesc ajutor financiar numai atunci când sunt înscriși la un program acreditat. Numai programele acreditate eliberează diplome recunoscute legal. Programele acreditate sunt enumerate în Registrul central al programelor de studii din învățământul superior (CROHO), accesibil publicului. Instituțiile sunt autonome în ceea ce privește decizia de a oferi programe neacreditate, sub rezerva evaluării interne a calității. Aceste programe nu primesc finanțare guvernamentală.

#### HBO
HBO (Hoger beroepsonderwijs⁠(d); literal „învățământ profesional superior”) este orientat spre învățarea superioară și formarea profesională. După HBO (de obicei 4–6 ani), elevii se pot înscrie la un program de masterat (profesional) (1–2 ani) sau pot intra pe piața muncii. În unele situații, elevii cu o diplomă MBO sau VWO primesc scutiri pentru anumite cursuri, astfel încât elevul poate face HBO în trei ani. HBO se predă în universități vocaționale (hogescholen), dintre care există peste 40 în Țările de Jos, fiecare dintre acestea oferind o mare varietate de programe, cu excepția unora care se specializează în arte sau agricultură. Rețineți că hogescholen nu au voie să se numească universitate în neerlandeză. Prin urmare, instituțiile HBO sunt cunoscute ca universități de științe aplicate.

#### WO
WO (wetenschappelijk onderwijs; literal „educație științifică”) se predă numai în universitățile de cercetare. Acesta este orientat către învățământul superior în domeniul artelor sau al științelor. După programul de licență (de obicei 3 ani), studenții se pot înscrie la un program de masterat (de obicei 1, 2 sau 3 ani) sau pot intra pe piața muncii. După obținerea unui masterat, un student poate aplica pentru un post de doctorand de 3 sau 4 ani la o universitate (NB o diplomă de masterat este nivelul obligatoriu de intrare pentru programul de doctorat olandez). În Țările de Jos există patru universități tehnice, o universitate deschisă, șase universități generale și patru universități cu specializări unice, deși universitățile specializate au adăugat din ce în ce mai multe studii generale în programul lor de studii.

## Istoria educației
Un sistem național de educație a fost introdus în Țările de Jos în jurul anului 1800. Maatschappij tot Nut van 't Algemeen⁠(d) („Societatea pentru binele comun”) a profitat de curentul revoluționar din Republica Batavă pentru a propune o serie de reforme educaționale. Legea școlară din 1806 a încurajat înființarea de școli primare în toate municipalitățile și a instituit supravegherea provincială. De asemenea, a introdus o programă școlară obligatorie care cuprindea limba neerlandeză, cititul, scrisul și aritmetica. Istoria, geografia și limbile moderne precum franceza, germana și engleza erau materii opționale. Toate școlile nou înființate aveau nevoie de acordul autorităților sau urmau să fie desființate, deoarece libertatea educației nu a fost proclamată până la reforma constituțională din 1848. În plus față de învățământul primar, gimnaziile (sau școlile latine) și universitățile constituiau învățământul superior. Ceea ce putea fi considerat învățământ secundar sau formare profesională nu era reglementat.
Această situație s-a schimbat în a doua jumătate a secolului al XIX-lea, în urma modernizării sociale și economice. În 1857, o lege privind învățământul inferior a înlocuit legea din 1806, completând programa obligatorie cu geometrie, geografie, istorie, științe naturale și canto. Limbile moderne, matematica, agronomia, gimnastica, desenul și lucrul cu acul pentru fete au fost incluse ca materii opționale. Școlile care ofereau una sau mai multe dintre aceste materii opționale erau cunoscute sub numele de meer uitgebreid lager onderwijs („învățământ inferior mai cuprinzător”) sau mulo, care a devenit un nou tip de învățământ secundar. Legea din 1863 privind învățământul mediu a introdus mai multe tipuri de învățământ secundar la un nivel intermediar între mulo și gimnaziu: burgerschool („școală civică”) de doi ani, hogere burgerschool⁠(d) („școală civică superioară” sau hbs) de trei sau cinci ani și middelbare meisjesschool („școală medie de fete” sau mms).
Legea din 1857 privind învățământul inferior a menținut natura strict laică a învățământului public, dar a introdus dreptul comunităților religioase de a înființa școli private cu un caracter explicit religios. Cu toate acestea, aceste „școli speciale” nu primeau nicio finanțare din partea guvernului. În 1878, guvernul liberal a introdus un proiect de lege care creștea semnificativ calitatea educației pe care școlile erau obligate să o ofere. În timp ce pentru școlile publice costurile aferente erau compensate de guvern, școlile speciale trebuiau în continuare să suporte ele însele costurile, ceea ce amenința existența continuă a multor școli speciale. Acest lucru a determinat confesiunile să înceapă o campanie pentru finanțarea egală a educației religioase speciale, care avea să devină cunoscută sub numele de lupta pentru școli. Finanțarea egală a fost obținută în cadrul Pacificării din 1917.
În urma actelor din 1857 și 1863 a rezultat un sistem stratificat în care tipurile de școli au fost grupate în trei „niveluri” destinate diferitelor clase socioeconomice și concepute în jurul unor filozofii educaționale diferite. Învățământul inferior (școlile primare, mulo și școlile profesionale) a fost conceput pentru a pregăti copiii din clasa muncitoare sau din clasa de mijloc inferioară pentru o anumită vocație. Învățământul „mediu” (mms, hbs și politehnici) era destinat să ofere copiilor proveniți din clasa de mijloc cunoștințe generale despre societatea modernă, cu ajutorul cărora aceștia puteau ocupa poziții de conducere în domenii precum comerțul și tehnologia. În sfârșit, învățământul superior (gimnaziul și universitatea) era destinat educației clasice și intelectuale a copiilor proveniți din clasa de mijloc superioară și din clasa superioară. Această distincție între învățământul mediu și cel superior, bazată mai degrabă pe tipul de educație decât pe vârsta elevilor, se va modifica treptat în secolul al XX-lea. Începând din 1917, diploma de hbs va permite accesul la o serie de cursuri universitare, în timp ce liceul, care combină hbs și gimnaziu, va deveni un tip de școală din ce în ce mai frecvent.
Introducerea așa-numitei Kinderwetje (literalmente „legea copiilor mici”) de către legislatorul Samuel van Houten⁠(d) în 1874 a interzis munca copiilor sub vârsta de 12 ani. Un amendament din 1900 a condus la introducerea învățământului obligatoriu pentru copiii cu vârste cuprinse între 6 și 12 ani în 1901. Introducerea învățământului obligatoriu, în combinație cu complexitatea crescândă a economiei, a condus la o creștere semnificativă a numărului de copii care urmează învățământul secundar, în special începând cu anii 1920.
Astfel, până în anii 1960, a existat o serie de tipuri de școli:
- Kleuterschool - grădiniță (4-6 ani).
- Lagere school - învățământ primar, (6–12 ani), urmat fie de;
  - Individueel technisch onderwijs (to; literal „învățământ tehnic individual”) - în prezent vmbo - praktijkonderwijs (12–16 ani).
  - Ambachtsschool (școală profesională) - comparabilă cu vmbo - gemengde leerweg, dar se punea mai mult accentul pe cunoștințe tehnice aprofundate (12-16 ani).
  - (Meer) Uitgebreid lager onderwijs (mulo, ulterior ulo; literal „învățământ inferior (mai) cuprinzător”) - comparabil cu vmbo - cale teoretică de învățare (12-16 ani).
  - Hogere burgerschool⁠(d) (hbs; literal „școală civică superioară”) - comparabil cu ateneul (12-17 ani).
  - Middelbare meisjesschool (mms; literal „școală medie de fete”) - comparabil cu havo (12-17 ani).
  - Gimnaziu - învățământ secundar, comparabil cu atheneum, cu adăugarea obligatorie a limbilor greacă și latină (între 12 și 18 ani). La vârsta de 15 ani se putea alege între profilul alfa (gimnaziu-α; în principal limbi străine, inclusiv greaca și latina obligatorii) sau profilul beta (gimnaziul-β; în principal științe naturale și matematică). Un elev care dorește să termine gimnaziul-β ar trebuie să promoveze examene la limbile greacă veche, latină, franceză, germană, engleză, neerlandeză (toate constând în trei părți distincte: un referat oral, un eseu scris și un rezumat scris), să promoveze științele fizică, chimie, biologie și matematică (la matematică, elevii erau repartizați, pe baza unei trageri la sorți, la două dintre cele trei subdomenii geometrie analitică/algebră, trigonometrie și geometrie în spațiu) și să urmeze cursuri de istorie și geografie, care erau predate până în ultimul an fără examene.
  - Liceu - o combinație de gymnasium și hbs, cu filiere alfa și beta pe care elevii le alegeau după o perioadă de tranziție de doi ani (uneori un an) (vârste cuprinse între 12 și 18 ani).
- Middelbare și hogere technische school (mts/hts; literal, formare tehnică/aplicată medie și superioară), similară cu învățământul politehnic.
- Universitatea - numai după absolvirea hbs, mms, gimnaziu sau hts.

Diferitele forme de învățământ secundar au fost raționalizate în Wet op het voortgezet onderwijs (literalmente „legea privind învățământul secundar”) în 1963, la inițiativa legislatorului Jo Cals⁠(d). Legea este cunoscută mai mult sub numele de Mammoetwet (literalmente, „legea mamutului”), un nume pe care l-a primit atunci când deputatul ARP Anton Bernard Roosjen ar fi spus: „Lăsați mamutul să rămână în țara zânelor”, deoarece considera că reformele erau prea ample. Legea a intrat în vigoare în 1968. Aceasta a introdus patru fluxuri de învățământ secundar, în funcție de capacitățile elevilor (lts/vbo, mavo, havo și vwo) și a extins învățământul obligatoriu la 9 ani. În 1975, aceasta a fost modificată la 10 ani.
Legea a creat un sistem de învățământ secundar pe care se bazează școala secundară actuală, deși cu adaptări semnificative. Reformele de la sfârșitul anilor 1990 au vizat introducerea competențelor de gestionare a informațiilor, creșterea autonomiei și responsabilității personale a elevilor și promovarea integrării între diferitele materii. Lts/vbo și mavo au fost fuzionate în vmbo, în timp ce structura havo și vwo a fost modificată prin introducerea unui bazvorming (învățământ secundar primar; literalmente, „formare de bază”) de trei ani, urmat de tweede fase (învățământ secundar superior; literalmente, „a doua fază”). Basisvorming a standardizat materiile pentru primii trei ani de învățământ secundar și a introdus două noi materii obligatorii (competențe tehnice și competențe de îngrijire), în timp ce tweede fase a permis diferențierea prin profiluri.
Afluxul și emanciparea lucrătorilor din țările islamice a dus la introducerea școlilor islamice. În 2003, funcționau în total 35 de școli islamice.
Până în 2004, municipalitățile din Țările de Jos au fost obligate să activeze o structură regională de îngrijire pentru elevii individuali care se confruntă cu probleme de sănătate și sociale. Fiecare școală a fost obligată să activeze o echipă de îngrijire formată din cel puțin un medic/asistent medical, un asistent social școlar și coordonatorul îngrijirii școlare. În contextul proiectului schoolBeat, fiecare școală primară și secundară din regiunea Maastricht a desemnat un consilier profesionist care a fost angajat de o organizație de prevenire a consumului de droguri, de asistență socială sau de sănătate mintală strâns legată de institutul regional de sănătate publică.

## Termeni și vacanțe școlare
În general, toate școlile din Țările de Jos organizează o vacanță de vară și câteva săptămâni de vacanță de una sau două săptămâni pe parcursul anului. De asemenea, școlile sunt închise în timpul sărbătorilor legale. Termenele academice există doar la nivelul învățământului terțiar. Instituțiile sunt libere să își împartă anul, dar acesta este cel mai frecvent organizat în cvadrimestre.
Vacanța de vară durează șase săptămâni în școala primară și începe și se termină în săptămâni diferite pentru regiunile din nordul, centrul și sudul țării, pentru a evita ca toată populația națională să plece în vacanță simultan. Același sistem se aplică și pentru vacanțele de vară de șase săptămâni ale tuturor liceelor. Universitățile au vacanțe mai lungi (aproximativ două luni, dar acestea pot include reexaminări) și, de obicei, încep anul la sfârșitul lunii august sau începutul lunii septembrie. Vacanța de vară este urmată de o vacanță de toamnă de o săptămână în a doua jumătate a lunii octombrie la toate nivelurile, cu excepția majorității universităților de cercetare. La nivelul școlilor primare și gimnaziale, săptămâna depinde de diviziunea nord/mediu/sud utilizată, de asemenea, în jurul vacanței de vară. Există o vacanță de Crăciun de două săptămâni, care include Anul Nou, în a doua jumătate a lunii decembrie, și o vacanță de primăvară de o săptămână în a doua jumătate a lunii februarie (în preajma Carnavalului). Ultima vacanță școlară a anului este o vacanță de una sau două săptămâni în luna mai, în jurul datei de 27 aprilie (Ziua Regilor⁠(d)); uneori include Înălțarea Domnului. Paștele nu are o săptămână de vacanță, școlile fiind închise doar în Vinerea Mare și Lunea Luminată. Datele vacanței de vară sunt obligatorii, celelalte date sunt recomandări ale guvernului și pot fi modificate de fiecare școală, atâta timp cât se respectă numărul corect de săptămâni.

## Critică
Sistemul educațional olandez împarte copiii în niveluri educaționale în jurul vârstei de 12 ani. În ultimul an de școală primară, se susține un test, cel mai frecvent „Cito Eindtoets Basisonderwijs”, pentru a ajuta la alegerea nivelului adecvat de învățământ secundar/tipului de școală. Deși recomandarea rezultată nu este obligatorie, aceasta are o mare influență asupra procesului decizional. Cu excepția cazului în care îngrijitorii identifică necesitatea, în majoritatea cazurilor nu se face un test de IQ unui copil, ceea ce poate duce la trimiterea în mod eronat la niveluri inferioare de educație a unor copii care, din diverse motive secundare, nu se descurcă bine la școală, dar care au capacitatea academică de a învăța la niveluri superioare. În câțiva ani, acești copii pot rămâne mult în urmă în ceea ce privește dezvoltarea în comparație cu colegii lor care au fost trimiși la niveluri superioare.
Este posibil ca elevii să urce (sau să coboare) de la un nivel la altul. În cazul în care există îndoieli cu privire la nivelul ales la început, se poate oferi un an de orientare. Cu toate acestea, trecerea la un nivel superior mai târziu poate necesita mult efort suplimentar, motivație și timp, ceea ce face ca unii studenți să nu își atingă potențialul maxim.
Cercetările au arătat că 30% dintre copiii supradotați sunt sfătuiți (în mod eronat) să urmeze VMBO, nivelul inferior la care sunt trimiși inițial 60% dintre copiii de 12 ani. În acest grup special de copii există un procent mai mare decât normal de abandon școlar (părăsirea școlii fără nicio diplomă) sau recurgerea la cumpărarea unei diplome online.
Deși testarea IQ-ului poate ajuta la reducerea greșelilor în alegerea nivelurilor, cercetările au arătat, de asemenea, că IQ-ul nu este fixat la vârsta de 12 ani și poate fi îmbunătățit prin expunerea la stimuli educaționali adecvați, pe care actualul sistem olandez, prin concepție (separarea timpurie în niveluri), poate să nu îi ofere.
Un alt motiv de îngrijorare este faptul că, deși părinții au dreptul de a-și face vocea auzită în procesul decizional al școlii, nu toți părinții fac uz de acest drept în mod egal, ceea ce duce la inegalitatea șanselor pentru copii.
Un studiu recent realizat de Universitatea din Groningen a arătat, de asemenea, o corelație puternică între veniturile mai mici ale părinților și sfaturile date studenților de a urma o educație inferioară Kansenkaart
DPG Media Privacy Gate
Programul pentru evaluarea internațională a elevilor a constatat că nivelul de educație al Țărilor de Jos, în comparație cu alte națiuni, a scăzut începând din 2006, iar în prezent se situează doar puțin peste medie. Inspectorii școlari avertizează că standardele de lectură în rândul copiilor din școlile primare sunt mai scăzute decât în urmă cu 20 de ani, iar Țările de Jos au coborât în clasamentul internațional. O tendință similară este observată în aritmetică, matematică și științe.